# 8.º distrito congresional de Colorado
El 8.º distrito congresional de Colorado es un próximo distrito en la Cámara de Representantes de los Estados Unidos creado después del censo de 2020. El primer escaño en el Congreso que se agregará a la delegación del Congreso de Colorado desde 2001, el 8.º distrito se sorteó antes de las elecciones a la Cámara de Representantes de los Estados Unidos de 2022. El distrito fue diseñado por la Comisión Independiente de Redistribución de Distritos de Colorado y aprobado en una votación de 11 a 1 el 28 de septiembre de 2021, antes de ser aprobado por unanimidad por la Corte Suprema de Colorado el 1 de noviembre de 2021.

## Características
El 8.º distrito congresional de Colorado se extiende a lo largo de la interestatal 25 y abarca secciones del condado de Adams, el condado de Larimer y el condado de Weld. Los centros de población más grandes son Brighton, Commerce City, Greeley, Johnstown, Northglenn y Thornton. El distrito tiene la mayor cantidad de residentes hispanos de todos los distritos electorales de Colorado, lo que representa el 38,5 % de la población adulta. Se considera competitivo, con el Partido Demócrata con una ventaja del 3 % en votantes registrados activos y un margen de victoria promedio del 1,3 % entre ocho elecciones estatales celebradas entre 2016 y 2020. Joe Biden ganó el área que ahora es el octavo distrito por un 4,7 % en las elecciones presidenciales de Estados Unidos de 2020.